# Jankowskia geloia
Jankowskia geloia är en fjärilsart som beskrevs av Eugen Wehrli 1953. Jankowskia geloia ingår i släktet Jankowskia och familjen mätare. Inga underarter finns listade i Catalogue of Life.